# St. Michael (Krugzell)

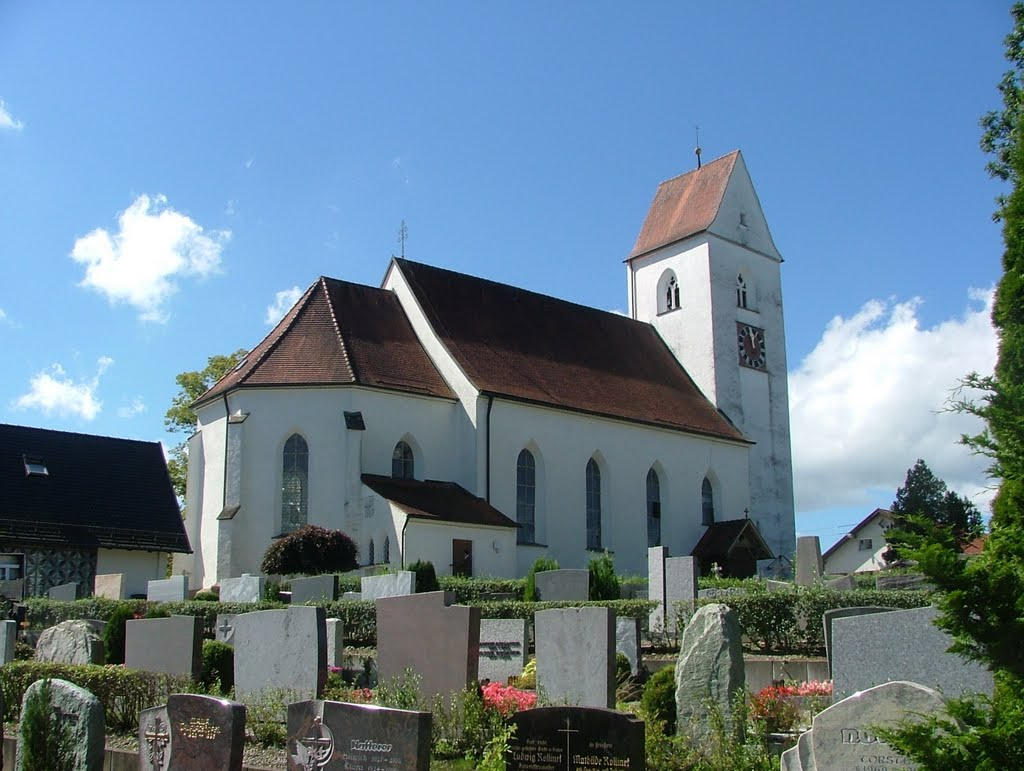
Kirche St. Michael in Krugzell

St. Michael ist eine unter Denkmalschutz stehende katholische Pfarrkirche in Krugzell, einem Ortsteil von Altusried im Landkreis Oberallgäu (Bayern).

## Geschichte
An Stelle eines Vorgängerbaues wurde St. Michael unter Abt Johann von Riedheim des Fürststifts Kempten im Jahr 1500 neu erbaut. Vom Vorgängerbau wurde lediglich der 1446 errichtete Kirchturm verwendet. Im Jahr 1720 wurde das Satteldach des Kirchturmes erneuert. Nachdem die Kirche teilweise abgebrochen worden war, fand in der Zeit von 1839 bis 1844 ein Neu- bzw. Ausbau unter Maurermeister Andreas Häfele statt. Dieser Kirchenbau wurde 1847 eingeweiht. In den Jahren 1898 bis 1900 sowie zwischen 1948 und 1951 fand eine Renovierung der Kirche statt.

## Baubeschreibung
Das Langhaus der geosteten Kirche besteht aus vier Fensterachsen, die sich durch Spitzbogenfenster bilden. Die Flachdecke im Langhaus ist modern. An der Westseite ist eine doppelstöckige Empore aus dem 19. Jahrhundert vorhanden, auf der oberen Empore befindet sich mittig die Orgel. Ebenfalls westlich schließt sich der aus Rollsteinmauerwerk errichtete Kirchturm von 1446 an. Der mit einem Satteldach gedeckte Kirchturm besitzt auf drei Seiten Schallöffnungen. Die aus dem 19. Jahrhundert stammenden Maßwerkfenster befinden sich auf Höhe der Glocken. Im Untergeschoss befindet sich ein stichbogiger Durchgang vom Langhaus über den mittels einer Treppe die erste Empore erreicht werden kann. An der südlichen äußeren Langhauswand ist das Doppelwappen Johann von Riedheims oberhalb einer Sonnenuhr eingelassen. Durch den Chorbogen schließt sich der eingezogene Chor mit Fünfachtelschluss an. Nördlich des im Mauerkern vermutlich spätgotischen Chors befindet sich die Sakristei. Das Netzgewölbe im Chor stammt aus den Jahren 1948/1951. Von den fünf Spitzbogenfenstern im Chor ist das östliche vermauert.

## Ausstattung
Die Altäre und die Kanzel von 1899/1900 sind neugotisch. Das zentrale Altarbild des Flügelaltars zeigt das Pfingstfest. Im rechten Flügel ist die Szene dargestellt, wie Jesus der heiligen Maria Magdalena erscheint. Links im Flügel ist die Szene, wie Jesus der heiligen Margareta Maria Alacoque erscheint, zu sehen. Die Gemälde wurden 1899 von Leonhard Thoma geschaffen. Der linke Seitenaltar enthält eine Jesusfigur, im Auszug darüber ist die Figur des heiligen Michael aus dem Ende des 17. Jahrhunderts eingesetzt. Eine Figur der Muttergottes mit Jesuskind befindet sich im rechten Seitenaltar, darüber im Auszug die barocke Figur der heiligen Katharina von Siena aus der Zeit um 1700.
Die Kreuzigungsgruppe an der südlichen Langhauswand mit Maria und Johannes stammt aus dem 17. Jahrhundert. Die gefasste, aus Holz gefertigte Pietà stammt aus der Zeit um 1510. Die Figur des heiligen Sebastian um 1500. Das Vortragekreuz im Chor entstammt dem dritten Viertel des 17. Jahrhunderts.